# Водослой
Водосло́й — образующийся в растущем дереве участок древесины, сильно пропитанный водой.
Встречается во всех древесных породах, чаще в хвойных, преимущественно в комле ствола. Располагается в ядре, спелой древесине, ложном ядре и на месте радиальной пятнистости (см.). Как правило, связан с очагами гнили, располагаясь вокруг них подобно чехлу, но может распространяться на 5—7 м от них, поэтому встречаются кряжи и брёвна с водослоем, но без гнили. В зоне водослоя отсутствует специфическая бактериальная микрофлора.
На торце сырого лесоматериала имеет вид мокрых, а зимой мёрзлых стекловидных пятен разной формы и величины. На продольных разрезах — в виде полос и пятен, по цвету которых определяется разновидность данного порока древесины:
- тёмный водослой имеет тёмно-серый или серовато-бурый цвет во влажном состоянии и серый или буровато-серый в сухом;
- светлый водослой во влажном состоянии отличается серым цветом без тёмных тонов, а в сухом имеет цвет окружающей древесины.

После высыхания на месте водослоя всегда образуются отлупы (см.) и мелкие трещины усушки (см.).

## Возникновение
Природа появления водослоя плохо изучены. Существуют предположения, что причиной водослоя осины является деятельность грибов, а водослоя ели и сосны — физиологический механизм всасывания чрезмерного количества воды корнями. Кроме того, объясняют водослой проникновением внутрь ствола дождевой воды через открытые сучки. Ни одна из названных гипотез не была экспериментально доказана.
У американских видов тополей и ильмов водослой вызван деятельностью бактерий. Это подтверждается резким запахом брожения, щелочной величиной водородного показателя рН, повышенным газовым давлением и образованием метана, а также споруляцией бактерий, видимой в сканирующий микроскоп. В России и сопредельных странах бактериальная природа водослоя не подтверждена. Вместе с тем, так называемая бактериальная водянка, встречающаяся у ели, пихты и лиственных пород, вызывается чаще всего бактериями и по внешним признакам ближе к раковым язвам (см.).

## Водослой в разных породах древесины
Особенно часто водослой встречается у ели и пихты, является одним из наиболее распространенных пороков осины.
У осины водослой может распространяться от очагов гнили на расстояние до 5—6 м. Механическая прочность снижена в среднем на 10—20%, резко уменьшена ударная вязкость. Физические свойства выдержанной водослойной древесины сравнительно мало отличаются от нормальной, за исключением водопоглощения, которое повышено по сравнению с нормальной древесиной на 22,5%.
Водослой ели в спелой древесине чаще бывает светлым, однотонным, с чёткой границей по годичному слою; вокруг гнили чаще бывает тёмным, неравномерно окрашенным и с признаками загнивания. Для ели характерен также водослой в сочетании с кренью, простирающийся на высоту 3—5 м. Механические и физические свойства изменяются как у осины.
Водослой сосны в отличие от водослоя ели располагается не массивом, а отдельными пятнами в ядре и достигает высоты 4—6 м, иногда 8—10 м. Водослой ели и сосны распространён в лесах на избыточно увлажнённых, заболоченных почвах и часто сопровождается морозобоинами.
Пихтовая древесина с водослоем равноценна нормальной древесине по плотности, прочности при сжатии вдоль волокон, статическом изгибе и при ударных нагрузках.

## Влияние на качество древесины
Водослой сохраняет твёрдость здоровой древесины, но приобретает характерную волокнистую структуру, хорошо заметную на расколах и поверхности отлупных трещин.
Свойство водослоя сильно усыхать и трескаться при этом является наиболее важной отрицательной чертой этого порока. Древесина с тёмным водослоем обычно больше растрескивается, чем со светлым, и имеет худший внешний вид.
По водопроницаемости водослой занимает промежуточное положение между заболонью и спелой древесиной, проницаемость на отдельных участках сильно различается. Водослойная древесина гигроскопичнее здоровой и сильнее разбухает при впитывании воды, особенно в радиальном направлении. Такая её особенность может служить причиной утопа кряжей при лесосплаве. Эти свойства затрудняют химическую переработку древесины, вызывая   разжижение растворов, удлинение срока пропитки и её неравномерность.